# Episodi di Flight of the Conchords (prima stagione)
La prima stagione della serie televisiva Flight of the Conchords, composta da 12 episodi, è andata in onda negli Stati Uniti su HBO dal 17 giugno al 2 settembre 2007.
In Italia è stata trasmessa in prima visione su MTV a partire dal 13 ottobre 2010.
| nº | Titolo originale        | Titolo italiano        | Prima TV USA     | Prima TV Italia  |
| -- | ----------------------- | ---------------------- | ---------------- | ---------------- |
| 1  | Sally                   | Sally                  | 17 giugno 2007   | 13 ottobre 2010  |
| 2  | Bret Gives Up the Dream | Bret rinuncia al sogno | 24 giugno 2007   | 13 ottobre 2010  |
| 3  | Mugged                  | La rapina              | 1º luglio 2007   | 20 ottobre 2010  |
| 4  | Yoko                    | Coco Yoko              | 8 luglio 2007    | 27 ottobre 2010  |
| 5  | Sally Returns           | Il ritorno di Sally    | 15 luglio 2007   | 3 novembre 2010  |
| 6  | Bowie                   | Bowie è nello spazio   | 22 luglio 2007   | 10 novembre 2010 |
| 7  | Drive By                | Discriminati           | 29 luglio 2007   | 17 novembre 2010 |
| 8  | Girlfriends             | Donne                  | 5 agosto 2007    | 24 novembre 2010 |
| 9  | What Goes on Tour       | Esperienze in tour     | 12 agosto 2007   | 1º dicembre 2010 |
| 10 | New Fans                | Nuove fan              | 19 agosto 2007   | 8 dicembre 2010  |
| 11 | The Actor               | L'attore               | 26 agosto 2007   | 15 dicembre 2010 |
| 12 | The Third Conchord      | Il terzo Conchord      | 2 settembre 2007 | 22 dicembre 2010 |